# RotorWay Exec

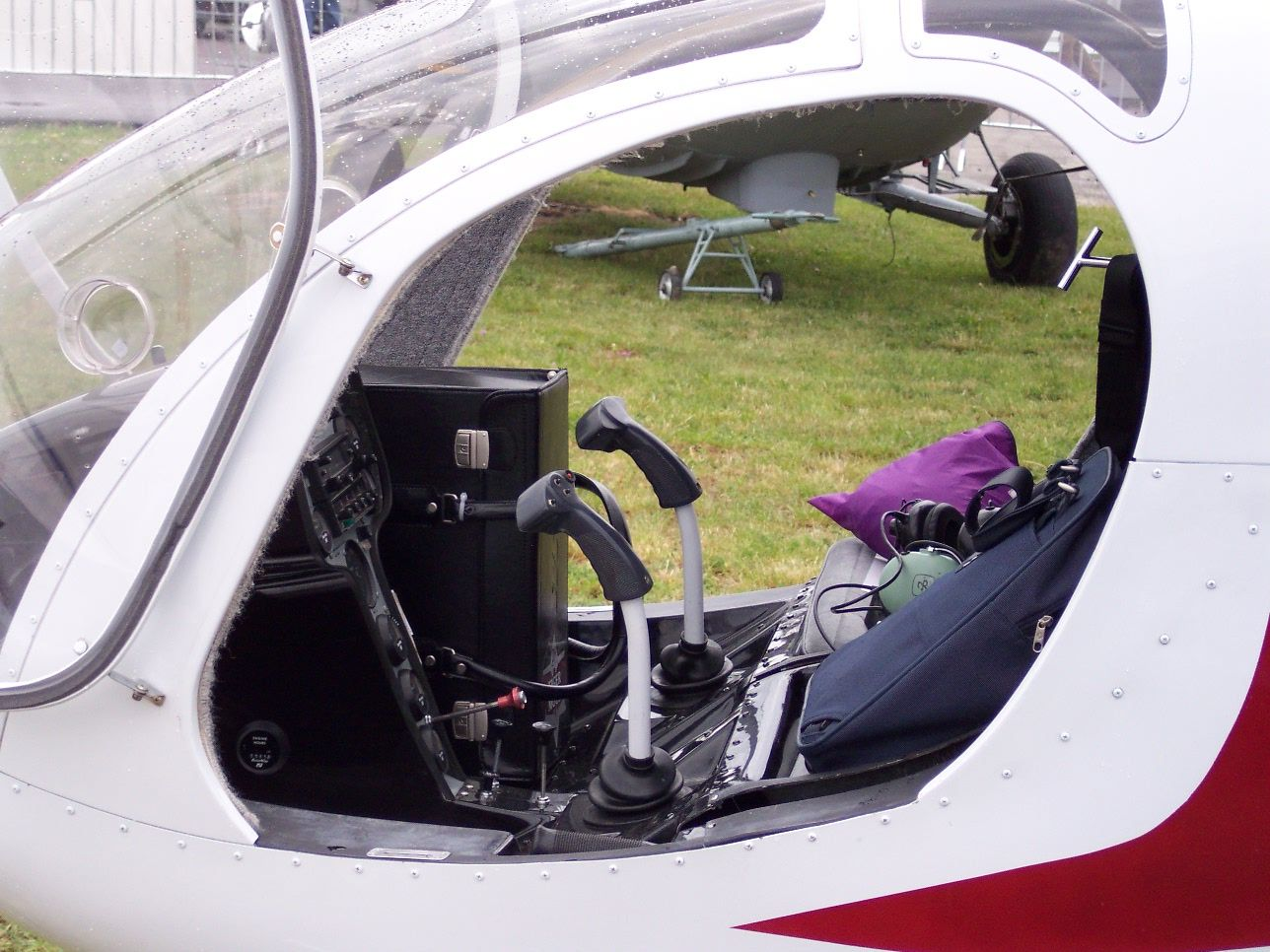
Cockpit

Die RotorWay Exec ist ein zweisitziger, einmotoriger Bausatz-Hubschrauber des amerikanischen Herstellers RotorWay International mit Kolbenmotor.

## Geschichte
Der Hubschrauber wurde 1980 als Exec 90 auf dem Markt eingeführt. Nach einer Insolvenz und der Neugründung von RotorWay kam 1990 eine verbesserte Exec 90 auf den Markt. Im August 1994 wurde die Exec 90 durch die Exec 162F abgelöst. Die Maschine wird als Bausatz ohne Lackierung und Avionik verkauft.

## Technik
Es handelt sich um ein in Kunststoff/Metallbauweise gefertigtes Modell mit einer konventionellen Haupt-/Heckrotorauslegung und einem Kufenfahrwerk. Beim Bausatz werden die kritischen Teile vorgefertigt geliefert. Der Kabelbaum ist fertig konfektioniert. Die Bauzeit beträgt laut Werksangabe für einen erfahrenen Mechaniker etwa 500 Stunden für den normalen Bausatz und 250 Stunden für den heute nur noch lieferbaren Schnellmontagebausatz. 
Wie sein Vorgänger verfügte er über einen 4-Zylinder-Boxermotor mit Vergaser. Besonderheit sind die asymmetrisch profilierten Rotorblätter des Zweiblatt-Hauptrotors, die den Autorotationsvorgang erleichtern. Der Heckrotor wird über Riemen angetrieben, um ein kompliziertes und teures Getriebe zu vermeiden.
Aktuell wird die Exec 162F geliefert, welche als wesentliche Neuerung über ein Einspritztriebwerk mit FADEC verfügt. Ältere Exec können mit einer Ausbaustufe auf den aktuellen Stand nachgerüstet werden. 
Bis August 2003 konnten 700 Bausätze ausgeliefert werden. Der Preis liegt bei USD 100.000,– (2010).

## Versionen
Exec90
Vorgängermodell der 162F mit Vergasermotor.
162E
Eine für den russischen Markt abgeänderte Version.
Exec 162F
Aktuell erhältliche Version der Exec.
Exec 162 Pro
Eine vom Hersteller nicht freigegebene oder erhältliche Version der Firma Pro-Drive Inc. mit leistungssteigernden Umbauten.
JetExec
Eine vom Hersteller nicht freigegebene oder erhältliche Version. Wellenturbinen-Umbaussatz der Firma Kiss Aviation (Perris im US-Bundesstaat Kalifornien); mittels einer 112 kW Solar T-62T-32 Titan Turbine.

## Technische Daten Exec 162F
(Herstellerangaben)
| Kenngröße             | Daten (metrisch) bei ISA                                                                  |
| --------------------- | ----------------------------------------------------------------------------------------- |
| Besatzung             | 2                                                                                         |
| Rumpflänge            | 6,71 m                                                                                    |
| Hauptrotordurchmesser | 7,6 m                                                                                     |
| Heckrotordurchmesser  | 1,2 m                                                                                     |
| Höhe                  | 2,4 m                                                                                     |
| Leermasse             | 442 kg                                                                                    |
| Externe Nutzlast      |                                                                                           |
| Startmasse            | 680 kg                                                                                    |
| Antrieb               | 1 × RotorWay RI 162 (4-Zylinder-4-Takt-Boxermotor mit 2659 cm3 Hubraum und Wasserkühlung) |
| Treibstoff            | 64 Liter (von 92 bis 100 Oktan)                                                           |
| Startleistung         | 150 PS bei 4.250 min−1                                                                    |
| Steigrate             | 305 m/min                                                                                 |
| HIGE                  | 2.130 m                                                                                   |
| HOGE                  | 1.065 m                                                                                   |
| Dienstgipfelhöhe      | 3.047 m                                                                                   |
| Reisegeschwindigkeit  | 153 km/h                                                                                  |
| Höchstgeschwindigkeit | 185 km/h                                                                                  |
| Reichweite            | 290 km                                                                                    |